# Olympiade d'échecs de 1992
L'Olympiade d'échecs de 1992 est une compétition mondiale par équipes et par pays organisée par la FIDE. Les pays s'affrontent sur 4 échiquiers par équipe de 6 joueurs (4 titulaires et 2 suppléants). Les équipes féminines ont 4 joueuses sur 3 échiquiers. 
Cette 30e Olympiade s'est déroulée du 7 au 25 juin 1992 à Manille dans les Philippines.
Les points ne sont pas attribués au regard des résultats des matches inter-nations, mais en fonction des résultats individuels sur chaque échiquier (un point par partie gagnée, un demi-point pour une nulle, zéro point pour une défaite).

## Tournoi masculin

### Contexte
Cette Olympiade réunit 100 nations, plus les équipes de Philippines B et C.
C'est la première olympiade après l'éclatement des pays de l'Est. Onze nouvelles Fédérations sont issues de l'ex-URSS. L'ex-Yougoslavie est de son côté représentée par la Slovénie, la Croatie et la Bosnie-Herzégovine, mais non par la Yougoslavie (Serbie) conformément aux résolutions de l'ONU. En revanche, l'Afrique du Sud est à nouveau admise après 15 ans d'exclusion pour cause d'apartheid.
La compétition se déroule en poule unique sur 14 rondes selon le système suisse.

### Résultats
| Classement final |             |      |
| 1er              | Russie      | 39   |
| 2e               | Ouzbékistan | 35   |
| 3e               | Arménie     | 34,5 |
| 4e               | États-Unis  | 34   |
| 5e               | Lettonie    | 33,5 |

La France se classe 27e avec 31 points. La Belgique est 50e avec 28,5.
La « nouvelle » Russie conserve son hégémonie, malgré l'absence de Karpov en froid avec sa Fédération. Quatre fédérations de l'ex-URSS se classent dans les cinq premiers, auxquels s'ajoutent la Georgie 8e et l'Ukraine 9e. Les États-Unis et surtout l'Angleterre, habitués aux médailles, sont rejetés.

## Participants individuels
- Pour la Russie : Kasparov, Khalifman, Dolmatov, Dreïev, Kramnik, Vyjmanavine.
- Pour l'Ouzbékistan : Loguinov, Serper, Nenachev, Zagrebelny, Saltaïev, Iouldatchev.
- Pour l'Arménie : Vaganian, Akopian, Lputian, Minassian, Arshak Petrossian, Anastasian.
- Pour la France : Lautier, Renet, Kouatly, Santo-Roman, Bricard, Koch.
- Pour la Belgique : Gourevitch, Dutreeuw, Polaczek, Geenen, Pergericht, Bolzoni.

## Tournoi féminin
63 nations présentes plus l'équipe de Philippines B.
La compétition se déroule en poule unique sur 14 rondes selon le système suisse.
| Classement final |         |      |
| 1er              | Géorgie | 30,5 |
| 2e               | Ukraine | 29   |
| 3e               | Chine   | 28,5 |

La France termine 46e avec 19,5 points.
En l'absence des trois sœurs Polgár, la Hongrie ne prend que la 4e place ; la Russie la 5e. Le trophée revient logiquement à la Géorgie qui bénéficie de la présence de deux anciennes championnes du monde : Tchibourdanidzé et Gaprindachvili, accompagnées de Ioseliani et Gurieli. La Chine confirme sa 3e place de la précédente olympiade.